# Zoltan Sztehlo
Zoltan Sztehlo, né le 27 novembre 1921 à Budapest et mort le 16 juin 1990 à Guatemala, est un cavalier canadien de dressage.

## Carrière
Aux Jeux olympiques d'été de 1968 à Mexico, il termine 25e de l'épreuve individuelle de dressage et fait partie de l'équipe canadienne se classant à la 7e position.
Il est médaillé d'or par équipe lors des Jeux panaméricains de 1971 à Cali avec Christilot Hanson-Boylen et Cynthia Neale-Ishoy.